# Chrám Boží prozřetelnosti
Chrám Boží prozřetelnosti (polsky Świątynia Opatrzności Bożej) je katolický kostel a polská národní svatyně, která se nachází v městské čtvrti/okrese Varšavy Wilanów.

## Historie
Historie výstavby chrámu začala na konci 18. století. Dne 5. května 1791 se Parlament království Polska rozhodl postavit chrám Boží prozřetelnosti, na památku přijetí polské ústavy 3. května. Původně byla budova zamýšlena jako světský chrám Vyšší Prozřetelnosti, v souladu s myšlenkami osvícenství. Vzhledem k rozdělení Polska mezi Prusko, Rusko a Rakousko se však stavba podle návrhu architekta Jakuba Kubického nerozběhla. Byl postaven pouze fragment na místě dnešních botanických zahrad v Ujazdowskich Alejach.
Po obnovení polského státu po první světové válce byla v roce 1930 vyhlášena architektonická soutěž na postavení chrámu. Tu vyhrál architekt Bohdan Pniewski. Chrám byl plánován na Mokotowskem Poli. Vzhledem k vypuknutí války však k realizaci projektu znovu nedošlo.

## Stavba
23. října 1998 bylo usnesení Sejmu z roku 1791 obnoveno. K jeho stavbě byl vybrán pozemek v nové obytné čtvrti Wilanów. Architektonickou soutěž vyhrál varšavský architekt profesor Marek Budzyński. Navrhl stavbu podzemního chrámu ve tvaru pahorku zarostlého travou, korunovaného světlíkem ve tvaru hvězdy. Projekt byl velmi vysoce hodnocen odborníky, ale setkal se s nelibostí konzervativních věřících, kteří požadovali konvenční církevní budovu.
Hlava církve v Polsku, kardinál Józef Glemp, původně rozhodl postavit kostel podle vítězného návrhu. Po nějaké době si to však nečekaně rozmyslel a přiklonil se ke konvenčnímu návrhu architektů Wojciecha a Lecha Szymborských.
Konstrukce Szymborských je stavba tvaru ohromné krychle 80,5 x 80,5 m z vyztuženého betonu s vysokou kupolí. Brzy si vysloužila přezdívku „vymačkávač na citróny“. Dne 2. května 2002 byl slavnostně položen základní kámen. Stavba začala 25. února 2003.
Stavba měla být financována z darů věřících, ale protože ty nebyly dostatečné, byla nutná výpomoc ministerstva financí – to bylo zdůvodněno nutností financovat sekulární muzeum papeže Jana Pavla II., jež se má nacházet nahoře pod kupolí.
Stavba chrámu byla dokončena v roce 2016. Ke slavnostnímu otevření došlo 11. listopadu 2016.

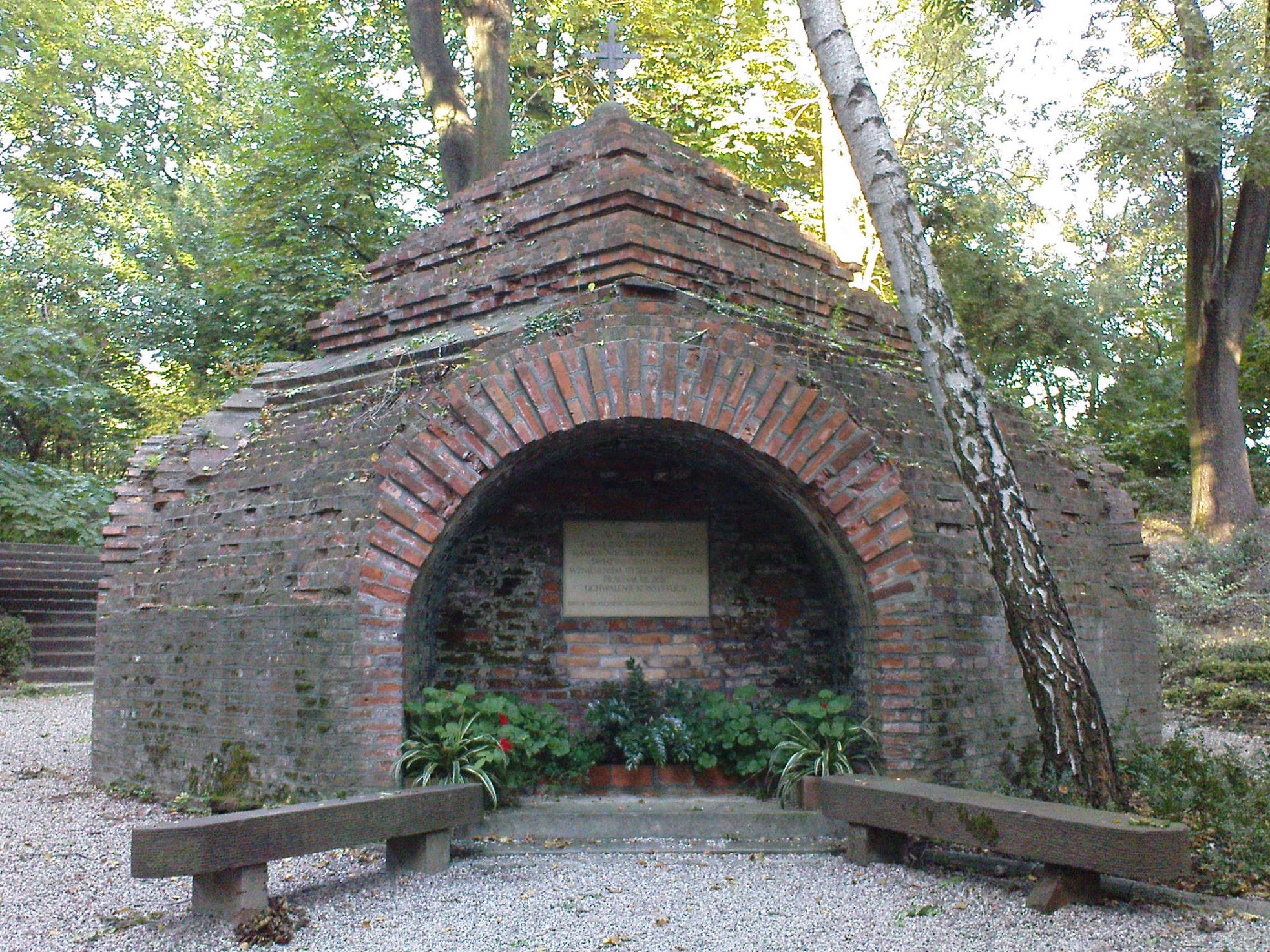
Ruina v Botanické zahradě 1791
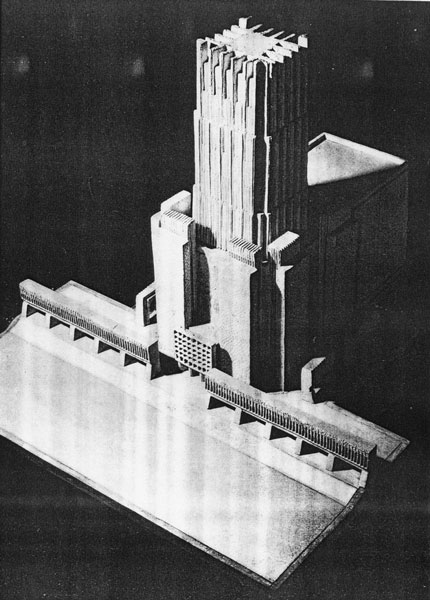
Návrh Bohdana Pniewského 1938
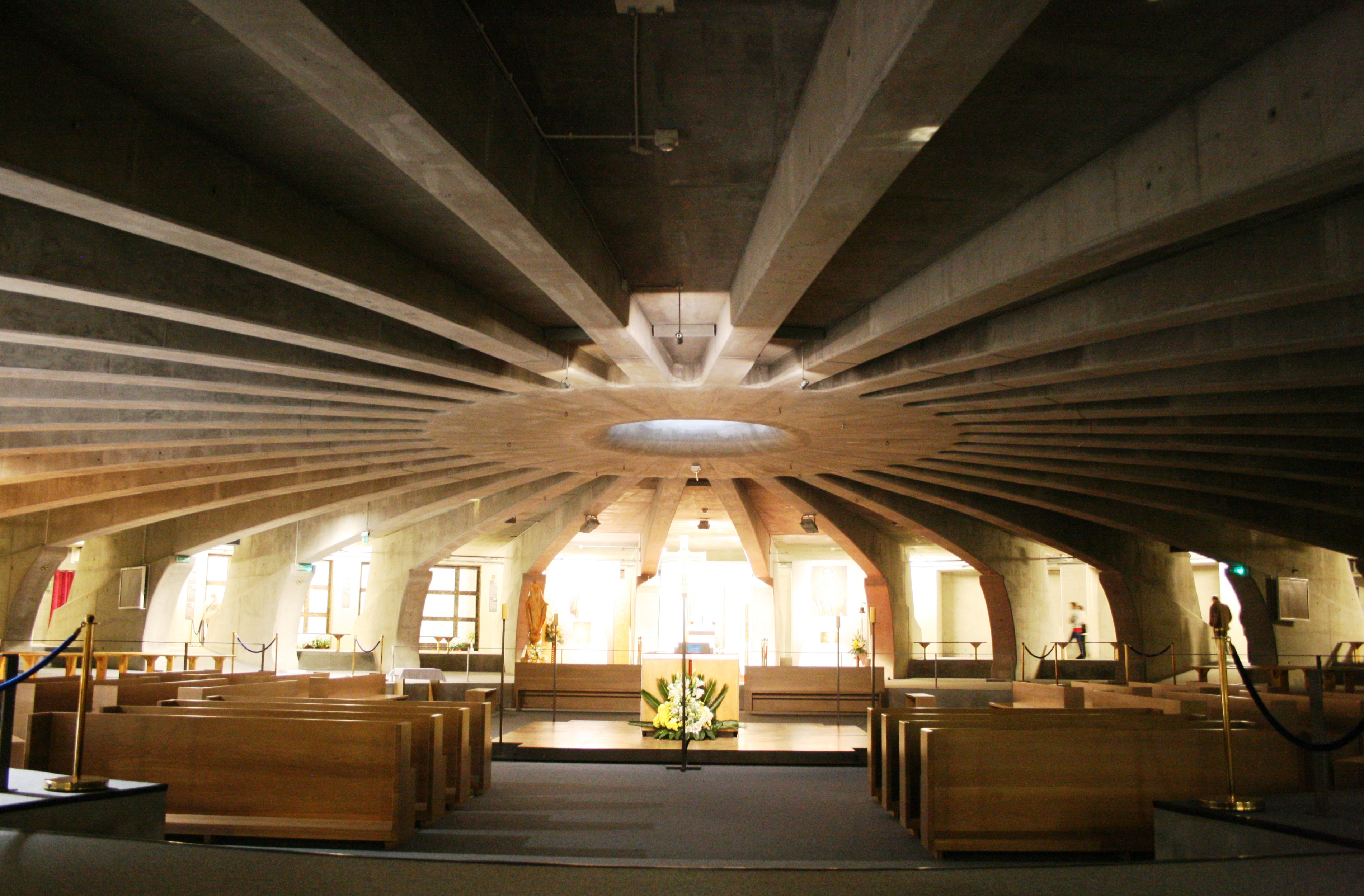
Interiér dolního kostela v roce 2012